# ساياكا ساساكي
ساياكا ساساكي (باليابانية: 佐咲紗花؛ بالكانا: ささき さやか) هي مغنية يابانية، ولدت في 19 يونيو 1982 في أكيتا في اليابان.

## وصلات خارجية
- الموقع الرسمي
- ساياكا ساساكي على موقع IMDb (الإنجليزية)
- ساياكا ساساكي على موقع ميوزك برينز (الإنجليزية)
- ساياكا ساساكي على موقع أول ميوزيك (الإنجليزية)
- ساياكا ساساكي على موقع ديسكوغز (الإنجليزية)
- ساياكا ساساكي على موقع قاعدة بيانات الفيلم (الإنجليزية)
- ساياكا ساساكي على موقع ANN person (الإنجليزية)